# Ouběnice
Ouběnice település Csehországban, a Příbrami járásban. Ouběnice Nečín, Obořiště, Daleké Dušníky, Drásov, Dlouhá Lhota és Višňová településekkel határos. Lakosainak száma 246 fő (2024. január 1.).

## Népesség
A település lakosságának változását az alábbi diagram mutatja:
| Lakosok száma | 351  | 328  | 295  | 209  | 197  | 174  | 238  | 247  | 246  | 246  |
|               | 1869 | 1890 | 1921 | 1950 | 1980 | 2001 | 2017 | 2019 | 2022 | 2024 |